# Supersonic girl
『supersonic girl』（スーパーソニック・ガール）は、水樹奈々の1枚目のオリジナルアルバム。2001年12月5日にキングレコードから発売された。

## 概要
キャラクター名義のアルバム『départ chisato×nana』が1998年9月26日に発売されているが、本人名義では住吉中をプロデューサーに迎えた本作がデビュー作となる。この時はまだ矢吹俊郎プロデュースではなかったこともあり、後のアルバムと比較するとバラードが多いなど作風が若干異なっている。また、ここでは歌手水樹の特長として挙げられることの多いヴィブラートがあまり用いられていないのも特徴的である。後にしばらくの間プロデューサーとなる矢吹俊郎が#7「TRANSMIGRATION」で参加している。この曲は後のベストアルバム『THE MUSEUM』にも再録して収録された。
ちなみにsupersonic girlの由来は、(水樹にも大きな影響を与えた)イギリスのロックバンドであるオアシスが1994年に発表したデビューシングルから来ている。
2022年3月、数量限定生産のアナログレコード（12inch）発売。

## 収録曲
| 全編曲: 牧野信博（except M-7 編曲：矢吹俊郎）。 |                                             |           |           |       |
| #                                               | タイトル                                    | 作詞      | 作曲      | 時間  |
| 1.                                              | 「Love's Wonderland」                       | 村野直球  | 住吉中    | 4:05  |
| 2.                                              | 「The place of happiness」                  | 村野直球  | 住吉中    | 3:44  |
| 3.                                              | 「supersonic girl」                         | 村野直球  | 住吉中    | 4:10  |
| 4.                                              | 「Heaven Knows〜Brave edit〜」              | 村野直球  | 住吉中    | 4:17  |
| 5.                                              | 「想い〜Pedigreed mix〜」                   | 村野直球  | 住吉中    | 4:34  |
| 6.                                              | 「Look Away〜All together version〜」       | 村野直球  | JUNKO     | 4:18  |
| 7.                                              | 「TRANSMIGRATION」                          | 奥井雅美  | 矢吹俊郎  | 5:04  |
| 8.                                              | 「LOOKING ON THE MOON」                     | 村野直球  | 牧野信博  | 3:51  |
| 9.                                              | 「真冬の観覧車」                            | 村野直球  | 牧野信博  | 4:51  |
| 10.                                             | 「NANA色のように〜Special album version〜」 | 麻生光咲  | 南部栄作  | 4:33  |
| 11.                                             | 「水中の青空」                              | 村野直球  | 住吉中    | 3:44  |
| 12.                                             | 「WINDOW OF HEART」                         | 村野直球  | 牧野信博  | 4:45  |
| 合計時間:                                       | 合計時間:                                   | 合計時間: | 合計時間: | 51:56 |

## タイアップ
| 曲名                   | タイアップ                                                      | 初出作品               | 発売日        | 規格品番  | 備考        |
| ---------------------- | --------------------------------------------------------------- | ---------------------- | ------------- | --------- | ----------- |
| The place of happiness | PS2ゲームソフト『ジェネレーションオブカオス』オープニングテーマ | The place of happiness | 2001年8月29日 | KICM-1030 | 3rdシングル |
| Heaven Knows           | テレビアニメ『RUN=DIM』エンディングテーマ                       | Heaven Knows           | 2001年4月25日 | KICM-1019 | 2ndシングル |
| 想い                   | ドラマCD『少年進化論』イメージソング                            | 想い                   | 2000年12月6日 | KICM-1010 | 1stシングル |
| TRANSMIGRATION         | 東海ラジオ放送『ESアワー ラジヲのおじかん』イメージソング       | Vintage                | 2001年3月7日  | KICA-1246 |             |
| NANA色のように         | テレビ朝日系列『ワガまんまキッチン』エンディングテーマ          | （なし）               | （なし）      | （なし）  | （なし）    |